# 3133 Sendai
3133 Sendai је астероид главног астероидног појаса са средњом удаљеношћу од Сунца која износи 2,180 астрономских јединица (АЈ).
Апсолутна магнитуда астероида је 13,2.